# 兰山道
兰山道，中华民国的道。
1913年4月置，治所在狄道县（今甘肃省临洮县）。属甘肃省。辖狄道县、皋兰县、红水县、导河县、沙县（1914年1月改名洮沙县）、靖远县、金县、渭源县、安定县（1914年1月改名定西县）、陇西县、临潭县、会宁县、岷县、漳县等县。辖区约现今甘肃省景泰、皋兰、兰州、永靖、临夏、夏河、碌曲、玛曲等市县以东，靖远、白银、会宁、定西、陇西、漳县、岷县、舟曲等市县以西地区。1913年3月，由导河县析置宁定县。1914年6月袭置兰山道，移治皋兰县（今甘肃省兰州市）。辖县不变。1927年废。